# Lasérian de Leighlin
Lasérian ou Laisren, appelé par respect Molaise ou Molaisse c'est-à-dire « saint Lasserian », était abbé de Leighlin. Ce saint a vécu aux VIe et VIIe siècles en Irlande. Fête le 18 avril.
Il ne doit pas être confondu avec l'un des quatre autres saint Lasserian.

## Résumé biographique
Né en Irlande vers 566, Molaise était, dit-on, de noble naissance. Élevé en Écosse, il mène dans sa jeunesse une vie d'ermite à Holy Isle (au large de l'île d'Arran). Il se rendit ensuite à Rome, où il fut ordonné par le pape Grégoire Ier.
Il entre ensuite au monastère d'Old Leighlin, en Irlande, où il devient abbé et peut-être évêque. Il adapte la discipline de l'Église aux pratiques de Rome. Il introduisit ou préconisa la méthode romaine de datation de la célébration de Pâques. À la fin de la cinquantaine, Molaise retourna à Rome et fut consacré évêque par le pape Honorieus Ier.
Molaise est probablement mort en 639. Sa fête est célébrée le 18 avril.
Une grande statue en deux parties du saint datant de l'époque médiévale se trouve aujourd'hui au musée national d'Irlande. Jusqu'à l'époque moderne, la statue était conservée dans l'église de Saint-Molaise sur l'île d'Inishmurray, dans le comté de Sligo.

### Textes irlandais sur saint Lasérian de Leighlin
- (en) Short Old Irish text in the Book of Leinster and Book of Lismore (en) about Molaise and his sister, tentatively dated to the early 10th century, ed. Julius Pokorny, "[Altirische texte:] Molaisse und seine Schwester." Zeitschrift für celtische Philologie (en) 9 (1913): pp. 239–41. Available from CELT.
- (en) The Vision of St Laisrén (visionary text in MS Rawlinson B 512 (en)), ed. and tr. Kuno Meyer, Stories and Songs from Irish Manuscripts. Londres, 1899. Reprint from Otia Merseiana 1 (1899), pp. 113–28. Available from CELT. See also: Grosjean, Paul. "Un fragment des Coutumes de Tallaght et la Vision de Laisrén." Analecta Bollandiana 81 (1963): pp. 251–9.

### Sources secondaires
- (en) Nora Chadwick, Studies in the Early British Church, Cambridge, 1958.

### Autres lectures
- (en) Feeley, Joseph M. et J. Sheehan. "Old Leighlin monastery and cathedral, 5th to 15th century", Carloviana 52 (2003): pp. 9–15.
- (en) Hayden, Margaret. "The district of Leighlin Lasarian's country", Carloviana 2:29 (1981): pp. 4–6.
- (en) Kenny, Colum. "Molaise's water of truth." Carloviana 47 (1999). pp. 31, 36.
- (en) Kenny, C. "Old Leighlin after Laserian: division and reconciliation." Carloviana 47 (1999): pp. 22–30.
- (en) Kenny, C. "Molaise. Abbot of Leighlin and hermit of Holy Isle. The life and legacy of Saint Laisren in Ireland and Scotland". Morrigan Books, Killala, County Mayo. (1998)